# Guilherme, Príncipe de Gales
Guilherme, Príncipe de Gales, KG, KT, PC, ADC (Guilherme Artur Filipe Luís, em inglês: William Arthur Philip Louis; Londres, 21 de junho de 1982) é um aristocrata britânico e herdeiro aparente ao trono do Reino Unido e dos Reinos da Comunidade de Nações. Ele é o filho mais velho do rei Carlos III com Diana, Princesa de Gales e tornou-se o primeiro na linha de sucessão ao trono britânico após a morte de sua avó, a rainha Isabel II, no dia 8 de setembro de 2022. Como membro da família real britânica, ele pertence à Casa de Windsor, assim como o seu irmão mais novo, o príncipe Henrique, Duque de Sussex. Guilherme casou-se com Catherine Middletton em 29 de abril de 2011 e com ela teve três filhos: Jorge, Carlota e Luís de Gales.
Nascido em Londres, foi educado em quatro escolas: Jane Mynors’ Nursery School de 1985 a 1987, Wetherby School de 1987 a 1990, Ludgrove School de 1990 a 1995, e Eton College de 1995 a 2000, e obteve seu bacharelado em geografia pela Universidade de St. Andrews na Escócia. O Príncipe Guilherme passou parte do seu ano sabático no Chile, Belize e em alguns países do continente africano, dedicando o seu tempo a trabalhos de caridade em prol das comunidades nativas, como a construção de casas. Guilherme recebeu treino na Real Academia Militar de Sandhurst antes de ingressar na cavalaria Blues and Royals como segundo-tenente em dezembro de 2006, sendo promovido ao posto de tenente um ano depois. Em abril de 2008, Guilherme obteve o título de piloto após completar o seu treino na Royal Force College Cranwell. Em 2009, transferiu-se para a Royal Air Force, onde foi promovido ao posto de oficial da força aérea e completou a sua formação como piloto de helicóptero de busca e salvamento. Ele serviu como piloto em tempo integral com a East Anglian Air Ambulance por dois anos, começando em março de 2015.
Guilherme desempenha funções e compromissos oficiais em nome do monarca. É patrocinador de mais de 30 organizações de caridade e militares, incluindo Tusk Trust, Centrepoint e London’s Air Ambulance Charity. Através da Fundação Real do Príncipe e da Princesa de Gales, realiza trabalhos de caridade focados na promoção da saúde mental, conservação ambiental e trabalhadores de emergência. Em dezembro de 2014, fundou a United for Wildlife, uma organização que visa reduzir o comércio ilegal de animais selvagens em todo o mundo. Em outubro de 2020, Guilherme anunciou o lançamento do Earthshot Prize, uma iniciativa anual de £50 milhões para incentivar soluções ambientais para a próxima década.
Em 16 de novembro de 2010, a Clarence House anunciou em um comunicado de imprensa que o príncipe Guilherme e a sua namorada, Catarina Middleton, estavam noivos, sendo depois confirmado que a cerimónia teria lugar a 29 de abril de 2011 na Abadia de Westminster, Londres. Horas antes do casamento, o príncipe Guilherme foi criado Duque de Cambridge, com os títulos subsidiários de Conde de Strathearn e Barão Carrickfergus. A 22 de julho de 2013, nasceu o primeiro filho do casal, Jorge de Gales, segundo na linha de sucessão britânica; em 2 de maio de 2015, nasceu Carlota de Gales; e em 23 de abril de 2018, nasceu Luís de Gales. Em abril de 2011, a revista Time selecionou Guilherme como uma das 100 pessoas mais influentes do mundo.
Após a ascensão de Carlos III ao trono em 8 de setembro de 2022, ele automaticamente se tornou Duque da Cornualha e Duque de Rothesay. No dia seguinte, ele foi nomeado Príncipe de Gales, um título reservado para o herdeiro aparente do monarca.

## Primeiros anos

### Nascimento e batismo
O príncipe Guilherme nasceu no Hospital de St. Mary, em Londres, em 21 de junho de 1982, como o primogênito de Carlos, Príncipe de Gales, atual Carlos III, e Diana, Princesa de Gales; sendo o primeiro herdeiro direto do trono britânico a nascer em um hospital. Seu nome completo, Guilherme Artur Filipe Luís (em inglês William Arthur Philip Louis), foi anunciado pelo Palácio de Buckingham em 28 de junho. Ele foi batizado por Robert Runcie, Arcebispo da Cantuária, na Sala de Música do Palácio de Buckingham em 4 de agosto, no 82º aniversário de sua bisavó paterna, a Rainha Isabel, a Rainha Mãe. Guilherme teve seis padrinhos: Constantino II da Grécia (seu primo paterno de terceiro grau); Princesa Alexandra, A Honorável Sra. Ogilvy (sua prima paterna de segundo grau); Natalia Grosvenor, Duquesa de Westminster; Lady Susan Hussey; Lorde Romsey (seu primo paterno de terceiro grau) e Sir Laurens van der Post. Ele foi o primeiro filho nascido de um Príncipe e uma Princesa de Gales desde o príncipe João em 1905, filho dos futuros rei Jorge V e rainha Maria, sendo o irmão mais novo de seu bisavô, Jorge VI.

### Infância e educação primária
Conhecido informalmente como "Wills" pela da família, Guilherme e seu irmão mais novo, Henrique, foram criados entre o Palácio de Kensington em Londres, e na residência rural privada de seu pai, Highgrove House no Condado de Gloucester. Guilherme acompanhou seus pais na turnê deles de 1983 pela Austrália e Nova Zelândia, quando ele tinha nove meses, como sua primeira viagem ao exterior. Foi a primeira vez que um bebê real foi levado para uma turnê no exterior, até então eles costumavam permanecer no Reino Unido com as babás. Ele viajou com sua família para o Canadá em 1991 e 1998. Durante sua infância, sua mãe Diana que desejava que ele e seu irmão obtivessem experiências de vida mais amplas do que aquelas normalmente disponíveis para crianças reais. Ela os levou para o Walt Disney World Resort e McDonald's, clínicas para pacientes com AIDS, abrigos para sem-teto e comprou itens típicos de adolescentes, como jogos eletrônicos.
O príncipe Guilherme foi educado em escolas privadas no sul da Inglaterra. Em seus primeiros anos, foi um aluno do jardim de infância Jane Mynors’ Nursery School, começando em 1985 e um porta-voz do Palácio de Buckingham declarou: "Ele se divertiu. Não houve lágrimas.", dois anos depois foi para a Wetherby School, ambas no oeste de Londres. Em 1987, juntou-se a Fun With Music, uma aula de apreciação da música conduzida por Ann Rachlin. Então, foi matriculado na Ludgrove School em Berkshire, uma escola preparatória, onde teve aulas particulares durante o verão com Rory Stewart. Em Ludgrove, ele participou de atividades como futebol, natação, basquete, tiro ao prato e cross country. Em 3 de junho de 1991, Guilherme foi internado no Royal Berkshire Hospital após ser acidentalmente atingido na testa por um colega empunhando um taco de golfe. Ele sofreu uma fratura deprimida do crânio e foi operado no Great Ormond Street Hospital, resultando em uma cicatriz permanente. Em uma entrevista de 2009, ele apelidou essa cicatriz de "cicatriz de Harry Potter" e disse: "Eu chamo isso porque às vezes brilha e algumas pessoas percebem - outras vezes nem percebem".

## Juventude

### Adolescência e estudos no Eton College

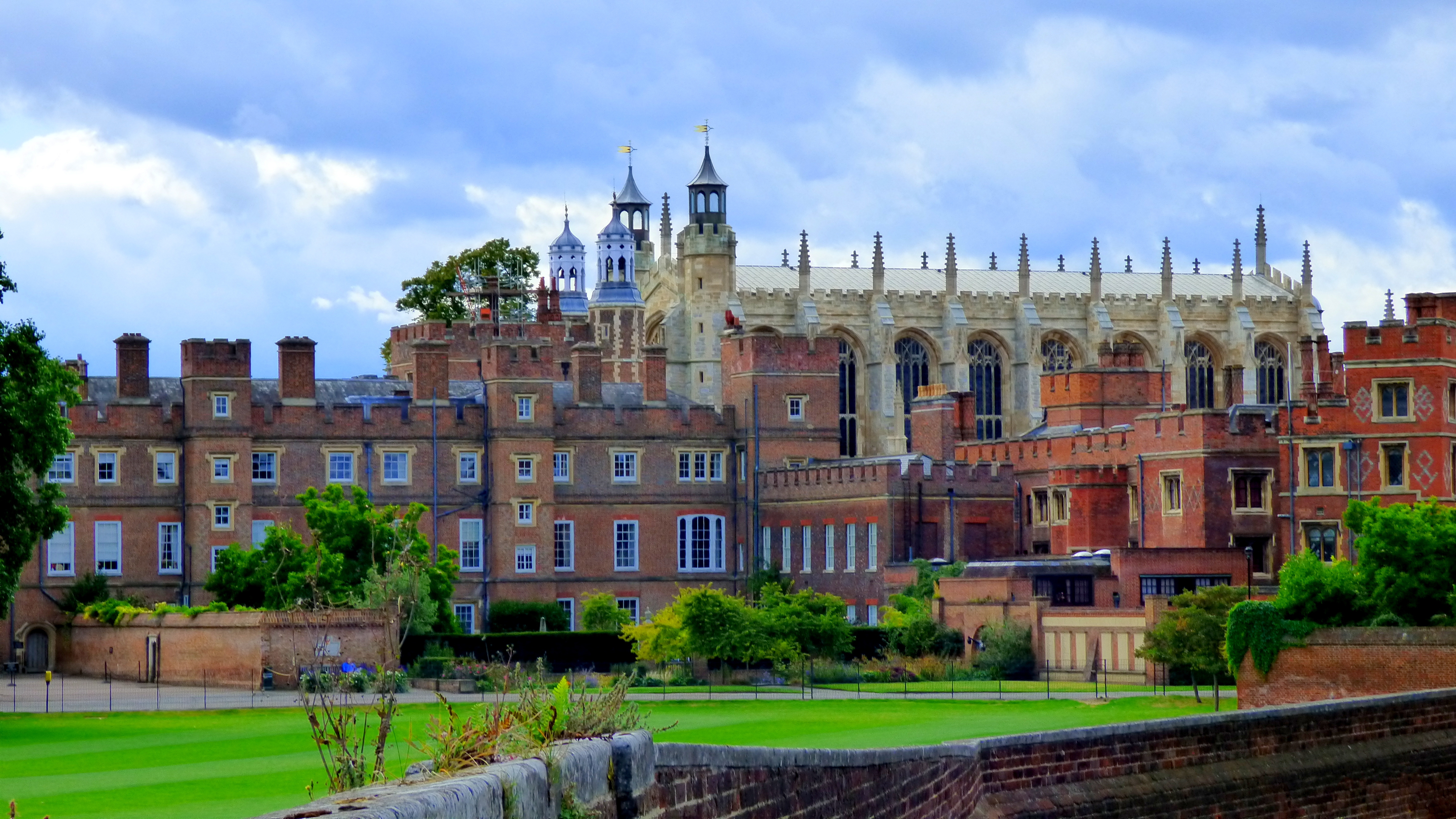
O prestigiado Eton College, onde o príncipe Guilherme estudou seu ensino médio

Em 1995, Guilherme foi aprovado no exame de admissão para o Eton College, também em Berkshire. Enquanto estava lá, estudou geografia, biologia e história da arte, em Advanced Level, obtendo um ‘A’ em geografia, um ‘C’ em biologia e um ‘B’ em história da arte. Tendo nadado competitivamente em Ludgrove, tornou-se capitão da equipe de natação em Eton. Ele também começou a praticar polo aquático e continuou a jogar futebol como capitão do time de sua casa. A decisão de colocar Guilherme em Eton foi contra a tradição familiar de enviar filhos reais para Gordonstoun, que seu avô, pai, dois tios e dois primos compareceram. O pai e o irmão de Diana também estudaram em Eton. A família real e a imprensa concordaram que Guilherme poderia estudar livre de intrusões em troca de atualizações regulares sobre sua vida. John Wakeham, presidente da Press Complaints Commission, disse sobre o acordo: "O príncipe Guilherme não é uma instituição, nem uma estrela de novela, nem um herói do futebol. Ele é um menino: nos próximos anos, talvez os mais importantes e às vezes dolorosos de sua vida, ele crescerá e se tornará um homem".
Durante sua adolescência e estadia no Eton College, Guilherme mantinha uma relação ótima com Diana, chegando a ser seu conselheiro e confidente de segredos. O relacionamento dos dois foi deteriorado por um curto período após a entrevista de Diana ao Panorama em 1995, com relatos de que mãe e filho tiveram sua primeira grande discussão nessa época e que Guilherme foi vítima de bullying na escola, sendo “xingado de todos os tipos de nomes” por seus colegas.

#### Morte de Diana
Um ano depois de se separar oficialmente do então príncipe Carlos, Diana morreu após sofrer um acidente de carro, na madrugada de 31 de agosto de 1997 em Paris. Guilherme, então com 15 anos, junto com seu irmão de 12 anos e seu pai, estavam passando as férias de verão no Castelo de Balmoral com o restante da família real. Carlos esperou até que seus filhos acordassem na manhã seguinte para lhes contar sobre a morte de sua mãe, e Isabel II se recusou a retornar logo para Londres para permitir que seus netos tivessem tempo de processar a notícia. Guilherme acompanhou seu pai, irmão, avô paterno príncipe Filipe, Duque de Edimburgo, e seu tio materno Charles Spencer, 9.º Conde Spencer, atrás do cortejo fúnebre do Palácio de Kensington até à Abadia de Westminster. Anos depois, Guilherme e seu irmão Henrique herdaram a grande parte dos 12,9 milhões de libras deixados por sua mãe quando completaram 30 anos. Os irmãos também herdaram o vestido de noiva de sua mãe, juntamente com muitos outros bens pessoais, incluindo vestidos, tiaras de diamantes, joias, cartas e pinturas.

### Gap yeare vida acadêmica
Depois de terminar seus estudos no Eton College e, como um crescente número de adolescentes britânicos, o príncipe decidiu adotar um ano sabático (gap year, em inglês) antes do ingressar na universidade. Ele tomou parte de um treinamento do Exército Britânico em Belize. Passou o estágio final de seu gap year em Tortel, no sul do Chile, como um voluntário da Raleigh International, Guilherme trabalhou em projetos de construção local e ensinou inglês durante dez semanas. Ele viveu com outros jovens voluntários, dividindo atividades domésticas, e fotos do príncipe limpando um banheiro foram publicadas no mundo todo, ele também se voluntariou como disc jockey convidado em uma estação de rádio local. Trabalhou numa fazenda britânica e posteriormente, visitou países na África. O seu interesse na cultura africana levou ele a aprender suaíli sozinho.

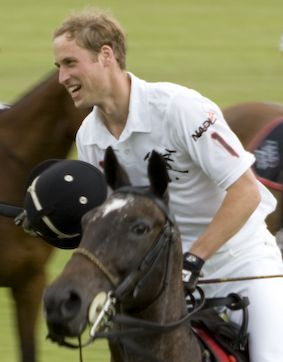
O príncipe jogando polo em 2007

Em 2001, o príncipe retornou para o Reino Unido e foi aceito na Universidade de St. Andrews em Fife, Escócia, graduando-se em 2005. Semelhante ao seu tempo em Eton, a mídia concordou em não invadir a privacidade de Guilherme, e os alunos foram avisados para não vazar histórias sobre ele para a imprensa. Começou a estudar história da arte, mas resolveu depois mudar, como matéria principal, para geografia. Guilherme escreveu sua dissertação sobre os recifes de corais de Rodrigues, no Oceano índico, e assim recebeu o grau escocês de "Mestre das Artes" com honras acima da segunda classe, a façanha academicamente mais alta que mais nenhum outro herdeiro ao trono britânico jamais recebeu. Enquanto estava na universidade, ele representou a equipe de polo das universidades nacionais escocesas no tornei Celtic Nations em 2004. Ele era conhecido como "Steve" por outros estudantes para evitar que os jornalistas ouvissem e percebessem sua identidade. Durante toda sua vida acadêmica, ele foi referido como William Wales, em referência ao título de seu pai como Príncipe de Gales. Guilherme retornou para St. Andrews ao lado de sua noiva, Catarina, que ele conheceu no tempo que estudava lá, em fevereiro de 2011 como patrono do 600º aniversário da universidade. Após a formatura da universidade, o príncipe estagiou em administração de terras na Chatsworth House e em operações bancárias no HSBC. Para se preparar para sua eventual gestão do Ducado da Cornualha, em 2014, ele se matriculou em um curso vocacional de gestão agrícola em Cambridge, que foi organizado pelo Cambridge Program for Sustainability Leadership (CPSL), do qual seu pai é patrono. De acordo com um relatório da CNN em 2014, o ducado é "uma entidade de £ 760 milhões estabelecida em 1337 para fornecer uma renda privada para uso do filho mais velho do monarca reinante". Após a morte de sua avó e ascensão de seu pai em setembro de 2022, Guilherme herdou o ducado da Cornualha.

### Treinamento militar e serviço na Força Aérea Real

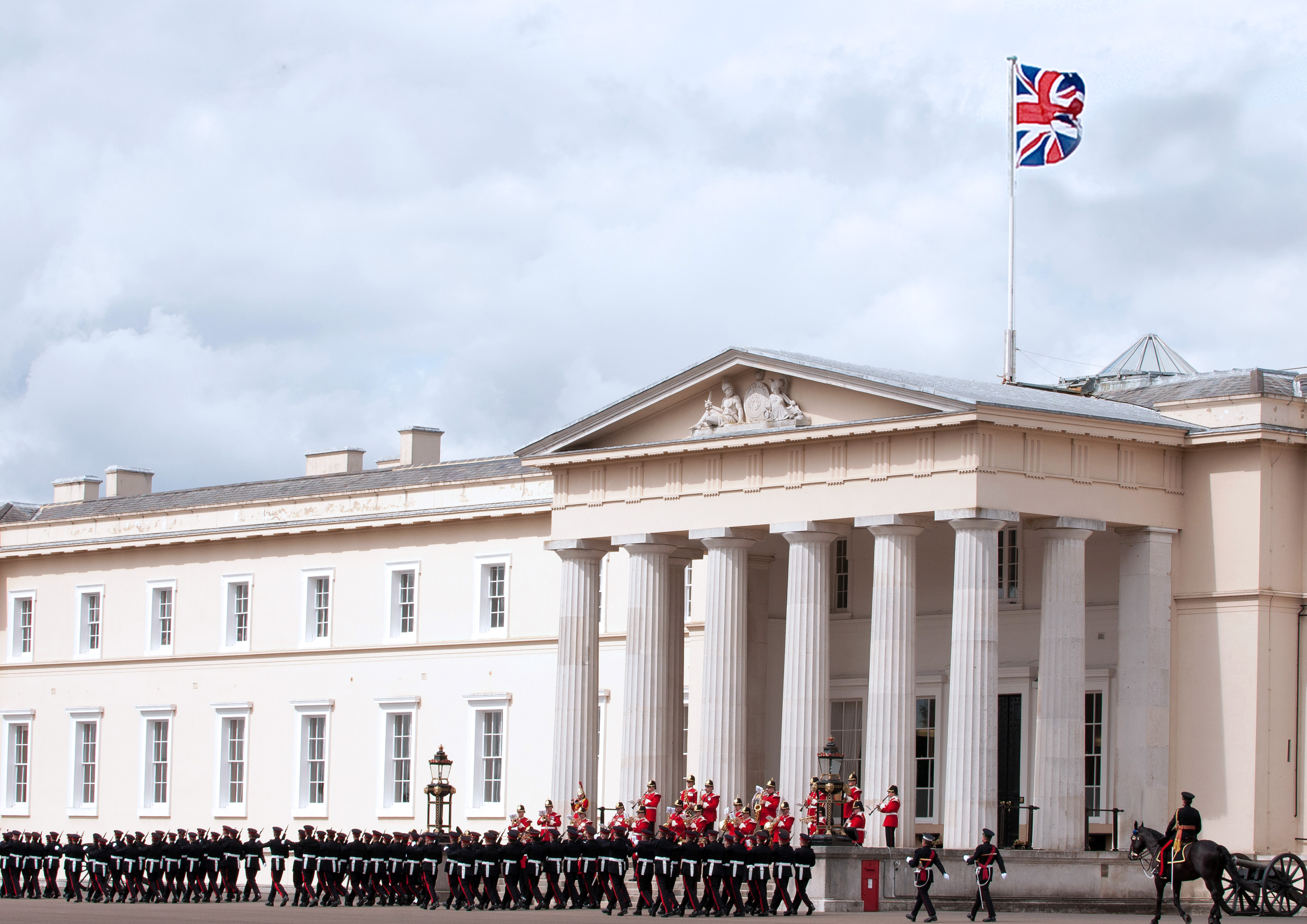
Guilherme frequentou a Real Academia Militar de Sandhurst, um centro de treinamento inicial dos oficiais militares do exército britânico, que também recebe alunos de outros países.

Em janeiro de 2006, o príncipe Guilherme começou seu curso de cadete na prestigiada Real Academia Militar de Sandhurst para treinar como um oficial militar. Guilherme juntou-se ao seu irmão, que estava lá desde maio de 2005. Guilherme recebeu oficialmente sua comissão como tenente à meia-noite. Como "Tenente de Gales" - um nome baseado no título de seu pai Príncipe de Gales - ele seguiu seu irmão mais novo no Blues and Royals como comandante de tropa em uma unidade de reconhecimento blindada, após o qual passou cinco meses treinando para o cargo em Bovington Camp, Dorset. A posição de Guilherme como segundo na linha de sucessão ao trono e a convenção de ministros que desaconselham colocar essa pessoa em situações perigosas lançam dúvidas sobre suas chances de entrar em combate, que aumentaram depois que o destacamento do príncipe Henrique foi cancelado em 2007 devido a "ameaças específicas". Guilherme, em vez disso, passou a treinar na Marinha Real e na Força Aérea Real, obtendo sua comissão como subtenente no primeiro e oficial voador no segundo – ambos amplamente equivalentes ao posto de tenente do exército.
Depois de completar seu treinamento, Guilherme assumiu um vínculo com a Royal Air Force na RAF Cranwell. Ao completar o curso, ele foi presenteado com suas medalhas de asas da RAF por seu pai, que recebeu suas próprias asas após o treinamento em Cranwell. Durante este destacamento, Guilherme voou para o Afeganistão em um C-17 Globemaster que repatriou o corpo do soldado Robert Pearson. Guilherme foi então destacado para treinar com a Marinha Real. Ele completou um curso acelerado de treinamento de oficial naval no Britannia Royal Naval College. Enquanto servia no HMS Iron Duke em junho de 2008, Guilherme participou de uma apreensão de drogas de £ 40 milhões no Atlântico, nordeste de Barbados. Ele fazia parte da tripulação do helicóptero Lynx que ajudou a apreender 900 kg de cocaína de uma lancha.

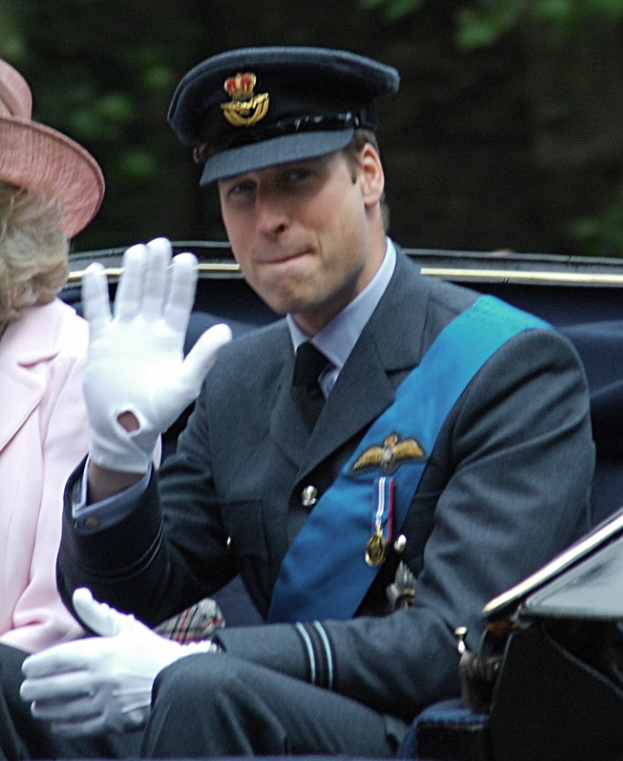
Guilherme em uniforme da Royal Air Force no Trooping the Color de 2009.

Em janeiro de 2009, Guilherme transferiu sua comissão para a RAF e foi promovido a tenente de voo. Ele treinou para se tornar um piloto de helicóptero com a Força de Busca e Resgate da RAF. Em janeiro de 2010, ele se formou na Defense Helicopter Flying School na RAF Shawbury. Em 26 de janeiro de 2010, ele foi transferido para a Unidade de Treinamento de Busca e Salvamento em RAF Valley, Anglesey, para receber treinamento no helicóptero de busca e salvamento Sea King; ele se formou em setembro de 2010. Isso fez dele o primeiro membro da família real britânica desde Henrique VII a viver no País de Gales.
A primeira missão de resgate de Guilherme como copiloto de um Sea King da RAF foi uma resposta a uma chamada de emergência da Guarda Costeira de Liverpool em 2 de outubro de 2010. Em novembro de 2011, participou de uma missão de busca e resgate envolvendo um cargueiro que estava afundando no mar da Irlanda; Guilherme, como copiloto, ajudou a resgatar dois marinheiros. Guilherme foi enviado para as Ilhas Malvinas para uma turnê de seis semanas com o voo n.º 1564 de fevereiro a março de 2012. O governo argentino condenou a implantação do duque nas ilhas perto do 30.º aniversário do início da Guerra das Malvinas como um "ato provocativo". Em junho de 2012, o príncipe Guilherme obteve uma qualificação para ser capitão ou piloto no comando de um Sea King em vez de co-piloto. Seu serviço ativo como piloto de busca e resgate da RAF terminou em setembro de 2013. Mais tarde, ele se tornou patrono da Battle of Britain Memorial Flight. Entre 2014 à 2017, Guilherme também foi piloto de ambulância aérea da East Anglian Air Ambulance (EAAA), com sede no aeroporto de Cambridge. Guilherme descreveu que trabalhava em turnos irregulares e lidava principalmente com casos de cuidados intensivos. Ele também discutiu publicamente as consequências, testemunhando trauma intenso e luto como trabalhador de emergência, afirmando que isso afetou sua saúde mental e vida pessoal. A BBC escreveu que o duque foi "exposto ao Serviço Nacional de Saúde de uma maneira que nenhum outro membro da realeza sênior foi ou possivelmente será". Guilherme deixou seu cargo na EAAA em julho de 2017 para assumir funções reais em tempo integral em nome de sua avó.

## Relação com Catherine Middleton

### Namoro

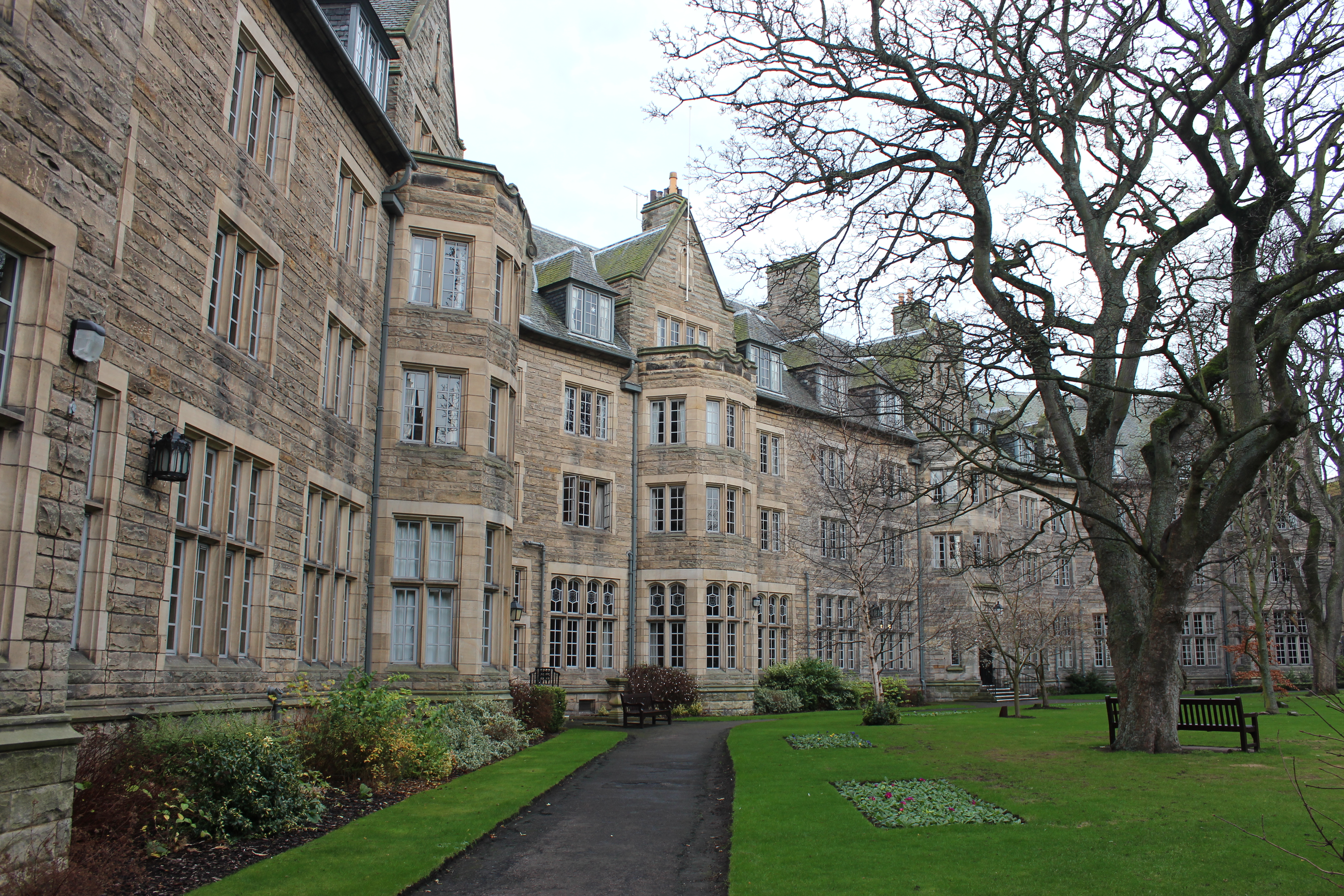
O St. Salvator's Hall, residência universitária onde Guilherme conheceu sua futura esposa Catherine

Em 2001, Guilherme conheceu Catherine "Kate" Middleton enquanto eram estudantes residentes no St Salvator's Hall na Universidade de St. Andrews. Ela supostamente chamou a atenção de Guilherme em um desfile de moda beneficente no campus. O casal começou a namorar em 2003. Durante seu segundo ano, Guilherme dividiu um apartamento com Middleton e outros dois amigos. De 2003 a 2005, ambos residiram em Balgove House na propriedade Strathtyrum com dois companheiros de quarto.
Seu relacionamento foi seguido tão de perto pela imprensa tablóide que as casas de apostas fizeram apostas na possibilidade de casamento, e a cadeia de varejo Woolworths produziu mobília com suas semelhanças. A atenção da mídia tornou-se tão intensa que Guilherme pediu formalmente à imprensa que mantivesse distância de Middleton. Em 15 de dezembro de 2006, Middleton participou do Desfile do Príncipe Guilherme na Royal Military Academy Sandhurst.
Em abril de 2007, Guilherme e Middleton terminaram seu relacionamento. Middleton e sua família compareceram ao Concerto para Diana em julho de 2007 no Estádio de Wembley, onde ela e o príncipe se sentaram a duas fileiras de distância. O casal foi posteriormente visto juntos em público em várias ocasiões e fontes de notícias afirmaram que eles "reacenderam seu relacionamento". Middleton esteve presente durante a cerimônia da procissão da Ordem da Jarreteira no Castelo de Windsor em junho de 2008, onde o Príncipe Guilherme foi feito Cavaleiro Real da Jarreteira. Em junho de 2010, o casal mudou-se para uma casa de campo no Bodorgan Estate em Anglesey, País de Gales, onde Guilherme residiu durante seu treinamento de busca e resgate da RAF e sua carreira subsequente.

### Casamento e filhos

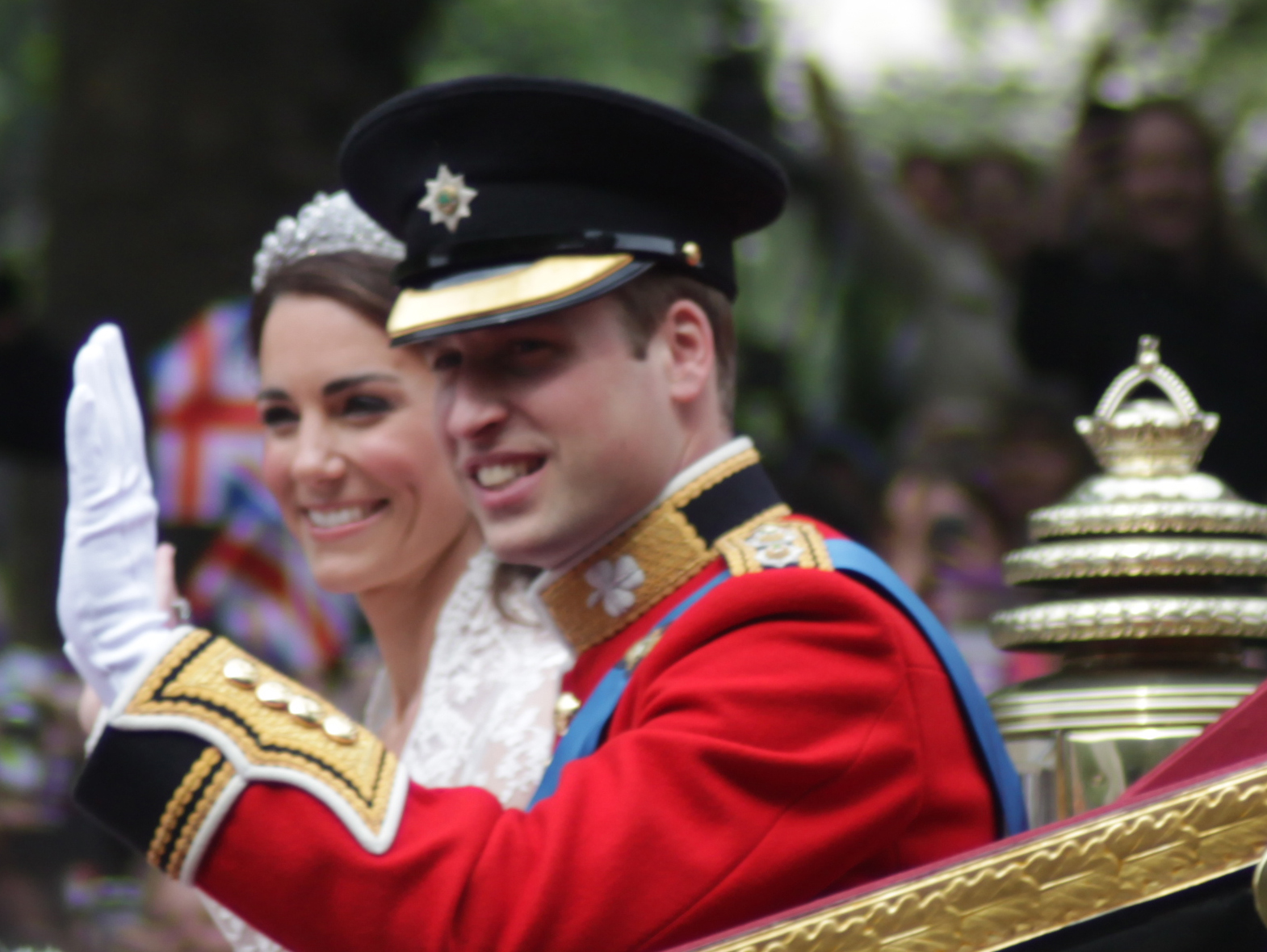
Guilherme e Catarina em uma carruagem pelas ruas de Londres, no dia de seu casamento, 29 de abril de 2011.

Em 16 de novembro de 2010, a Clarence House anunciou oficialmente o noivado entre o príncipe Guilherme e Catherine Middleton, noivado este acontecido um mês antes, em uma viagem ao Quênia. O casal deu uma entrevista oficial após o anúncio, onde Catherine afirmou que "não estava à espera. O pedido foi um verdadeiro choque e emocionou-se muito". Quando questionada sobre a princesa Diana Catherine respondeu "Obviamente, eu teria gostado muito dela se tivesse conhecido-a e claro que era uma mulher inspiradora, digna de admiração". Em 23 de novembro, o Palácio de Buckingham anunciou que a data escolhida fora o dia 29 de abril, o dia de Santa Catarina, e o local a Abadia de Westminster. O casamento injetou milhares de libras no Reino Unido e o dia foi um feriado nacional. Catherine recebeu de Guilherme um anel de noivado que pertencera à falecida princesa Diana. Carlos, Príncipe de Gales mostrou-se "surpreso", enquanto a família Middleton e a rainha Isabel II declararam-se "encantados". O noivado também foi comemorado pelo primeiro-ministro David Cameron. O casamento realizou-se no dia 29 de abril de 2011 na Abadia de Westminster (local escolhido pelos noivos) com grande repercussão da mídia mundial. Poucas horas depois do casamento, Guilherme tornou-se o Duque de Cambridge, o Conde de Strathearn e o Barão Carrickfergus O casal recebeu a casa de campo, Anmer Hall, na propriedade de Sandringham, como presente de casamento da rainha. Após seu casamento em 2011, Guilherme e Catherine usaram Nottingham Cottage como sua residência em Londres. Eles se mudaram para o apartamento 1A de quatro andares e 20 quartos no Palácio de Kensington em 2013. O Palácio de Kensington tornou-se a residência principal do casal em 2017, saindo de sua casa de campo, Anmer Hall. Em 2022, foi anunciado que o casal, junto com seus filhos, se mudaria para Adelaide Cottage em Windsor.

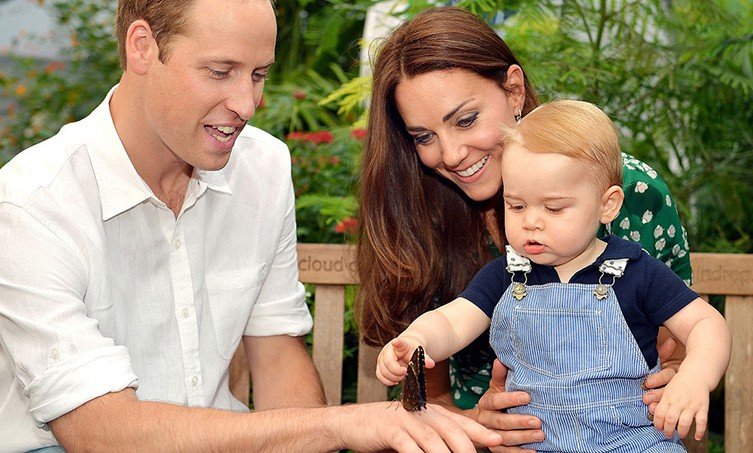
Guilherme e sua esposa com seu primogênito, o príncipe Jorge, em 2014.

Na manhã do dia 22 de julho de 2013 foi anunciado que Kate Middleton havia entrado em trabalho de parto, no mesmo hospital em que a mãe de Guilherme, princesa Diana, deu à luz ele e seu irmão Henrique. Centenas de jornalistas aguardaram a primeira aparição do casal com o pequeno príncipe. O comunicado foi dado no site oficial da monarquia: “Sua Alteza Real a Duquesa de Cambridge foi admitida esta manhã no Hospital de St. Mary, Paddington, em Londres, nas fases iniciais do trabalho de parto”. O primeiro filho dos Cambridge, Jorge, nasceu às 16h24 (hora local), com 3,8 kg. A notícia foi divulgada às 20h30 do mesmo dia. Em 8 de setembro de 2014, a Casa de Windsor confirmou que o casal aguardava a chegada de um segundo filho. Na manhã de 2 de maio de 2015, Catherine deu entrada novamente no Hospital de St. Mary, em Londres, acompanhada pelo marido e deu à luz uma menina às 8h34 locais, com 3,7 kg, que foi chamada de Carlorta. No dia 4 de setembro de 2017 a realeza britânica anunciou que Guilherme e sua esposa estavam a espera do terceiro filho com data de nascimento prevista entre março e abril de 2018. No dia 23 de abril nasceu o terceiro filho do casal às 11h01 (hora local) com 3,8 kg, que foi nomeado de príncipe Luís.

## Membro sênior da realeza

### Primeiros anos de deveres reais

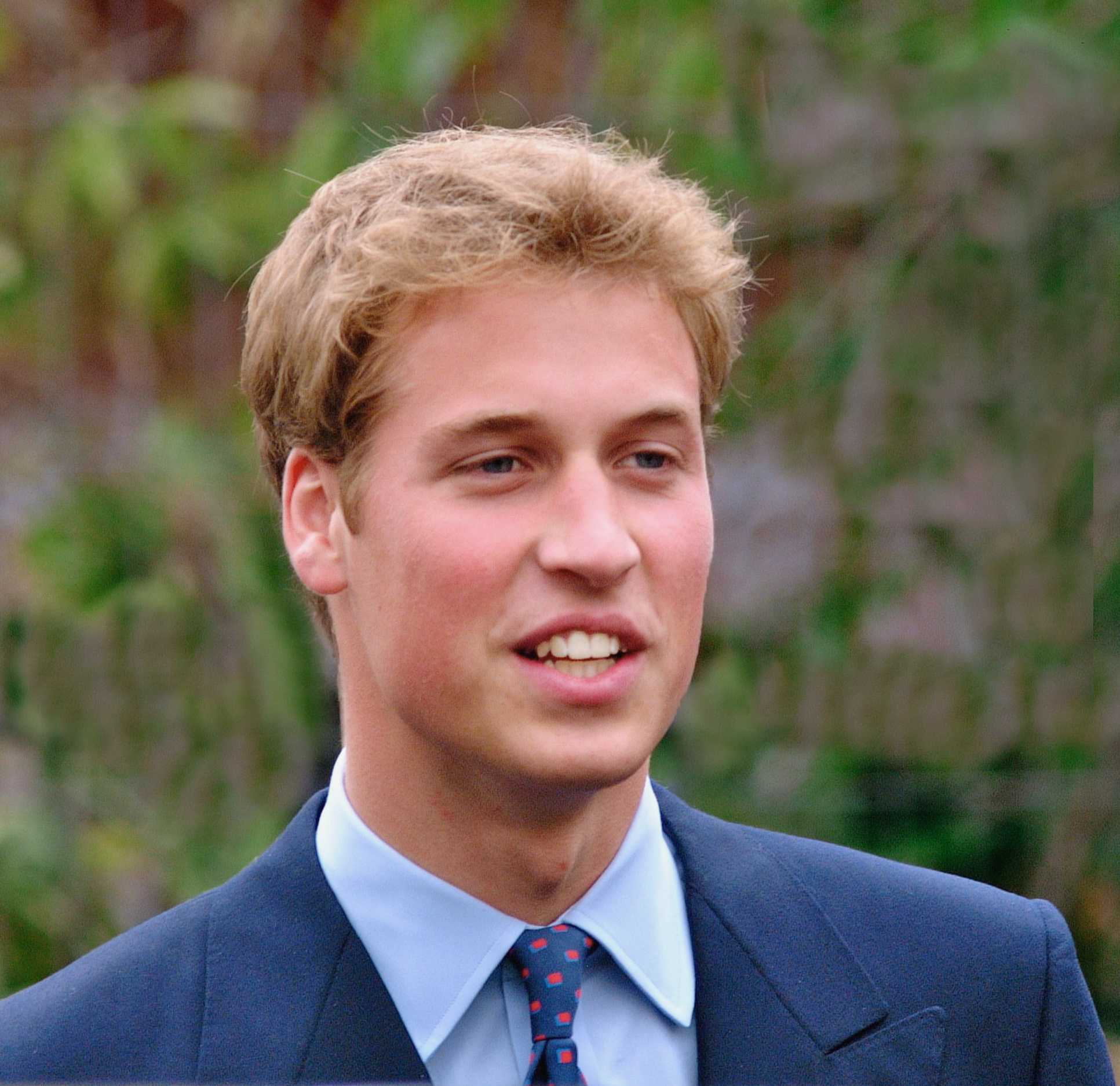
Guilherme em uma de suas primeiras visitas à Paisley, na Escócia, 2009.

Aos 21 anos, Guilherme foi nomeado Conselheiro de Estado e serviu pela primeira vez nessa capacidade quando a rainha participou da Reunião dos Chefes de Governo da Commonwealth em 2003. Guilherme acompanhou seu pai em uma visita ao País de Gales, visitando o Anglesey Food Festival e abrindo um centro para os sem-teto em Newport. Ao graduar-se na universidade, Guilherme começou os deveres reais em apoio e em nome da rainha em eventos oficiais, compromissos públicos e viagens ao exterior. Em julho de 2005, ele embarcou em sua primeira turnê solo no exterior, viajando para a Nova Zelândia para participar das comemorações da Segunda Guerra Mundial. Para o 30º aniversário da instituição de caridade de seu pai, The Prince's Trust, Guilherme e seu irmão foram entrevistados pela primeira vez em conjunto por personalidades da televisão Ant & Dec. Segundo a autora Tina Brown, ele, como seu pai, expressou o desejo de se tornar governador-geral da Austrália. O primeiro-ministro da Austrália John Howard expressou seu desejo de que o cargo fosse ocupado por um cidadão australiano.
Em 2009, a rainha montou um escritório particular para o príncipe com David Manning como seu conselheiro. Manning o acompanhou em janeiro de 2010 em uma turnê por Auckland e Wellington; Guilherme abriu o novo prédio da Suprema Corte da Nova Zelândia e foi recebido por um chefe maori. Em junho de 2010, Guilherme e seu irmão visitaram Botsuana, Lesoto e África do Sul, visitando projetos relacionados à vida selvagem, esporte e crianças pequenas. Em novembro de 2010, ele participou de um serviço memorial realizado no Dia da Lembrança em Camp Bastion, Afeganistão. Em março de 2011, ele visitou Christchurch, Nova Zelândia, logo após o terremoto, e falou no serviço memorial em Hagley Park em nome de sua avó. Ele também viajou para a Austrália para visitar áreas afetadas por inundações em Queensland e Victoria.

### Duque de Cambridge

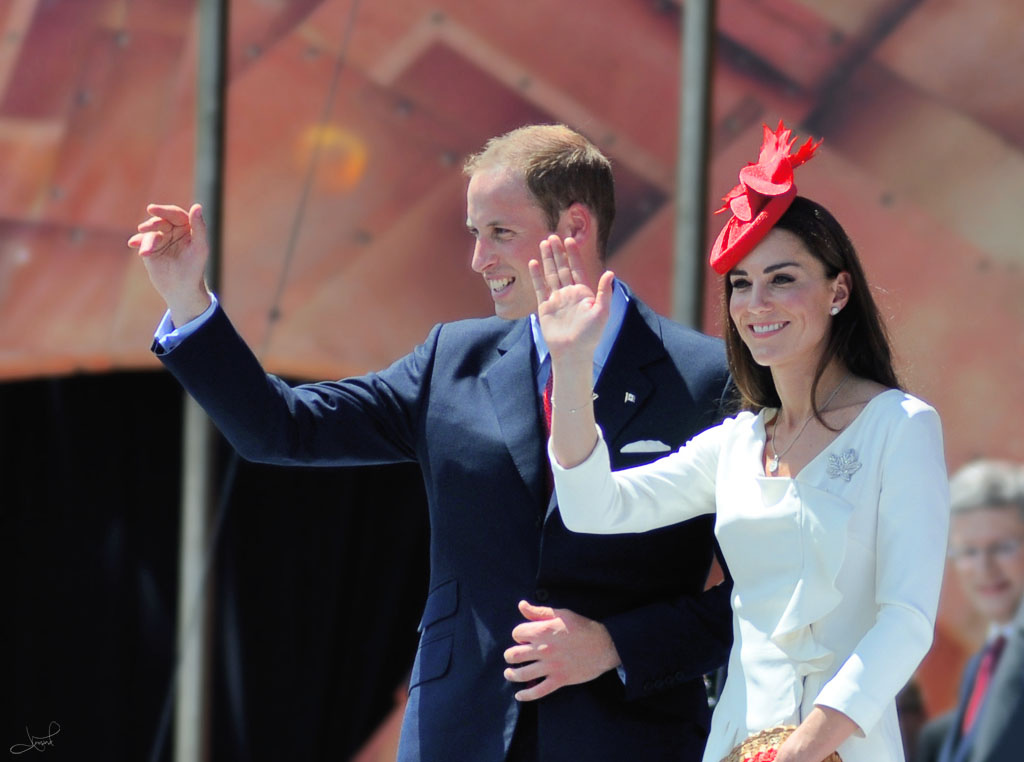
O Duque e Duquesa de Cambridge em visita à Ottawa, Canadá, 2011.

Como duque de Cambridge, Guilherme se tornou um dos membros seniores da família real, que trabalham ativamente em nome da rainha Isabel II. Em maio de 2011, ele e sua esposa se encontraram com o presidente dos Estados Unidos, Barack Obama, e a primeira-dama, Michelle Obama, no Palácio de Buckingham. O casal viajou pelo Canadá no verão de 2011, participando das comemorações do Dia do Canadá no Parliament Hill. Em 2 de novembro, o Duque e a Duquesa visitaram a Divisão de Suprimentos do UNICEF para crianças desnutridas em Copenhague, Dinamarca.
Guilherme e sua esposa serviram como embaixadores para os Jogos Olímpicos de Verão de 2012 em Londres, durante vários eventos esportivos durante os jogos. Em setembro de 2012 visitaram Singapura, Malásia, Tuvalu e Ilhas Salomão como parte das celebrações do Jubileu de Diamante da Rainha. O Duque e a Duquesa participaram de outras comemorações do Jubileu ao longo do ano, incluindo o Thames Diamond Jubilee Pageant em julho. O duque sediou sua primeira cerimônia de posse no Palácio de Buckingham em outubro de 2013.

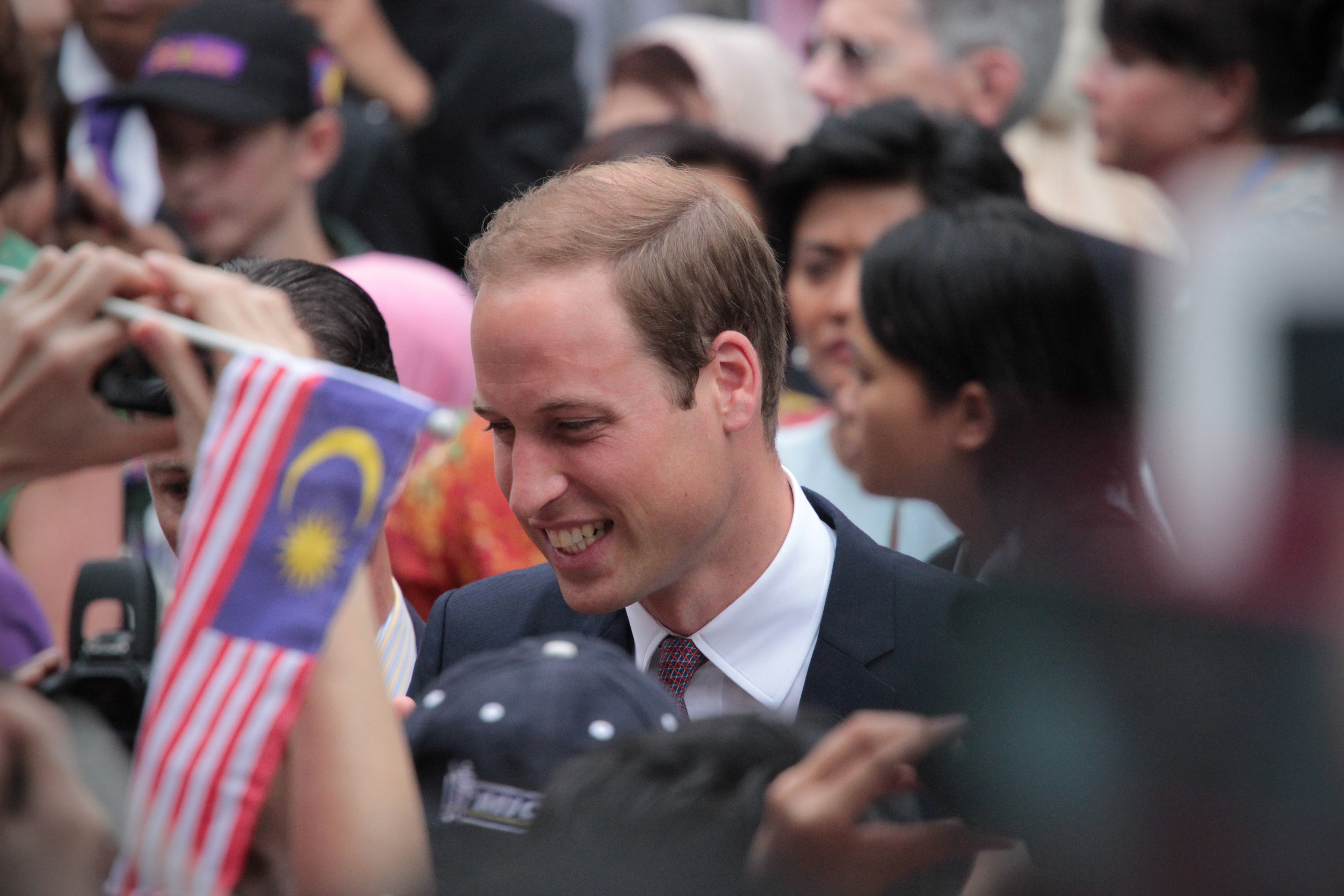
Guilherme em visita à Malásia, 2012.

Em abril de 2014, o duque e a duquesa fizeram uma viagem real à Nova Zelândia e Austrália com seu filho, o príncipe Jorge. O itinerário incluía visitar a Plunket Society para crianças e visitar áreas danificadas pelo fogo em Nova Gales do Sul. Em junho de 2014, o casal visitou a França para participar da comemoração do 70º aniversário do desembarque na Normandia em Gold Beach. Em setembro de 2014, o Duque visitou Malta para comemorar seu 50º aniversário de independência, substituindo sua esposa após o anúncio de sua segunda gravidez. Em 21 de outubro, o duque e a duquesa se encontraram com o presidente de Singapura, Tony Tan, durante sua visita de Estado ao Reino Unido. Em dezembro de 2014, William se encontrou com o presidente Obama no Salão Oval e fez um discurso no Banco Mundial em Washington, D.C., condenando o comércio ilegal de animais selvagens. Em dezembro de 2014, o casal visitou Nova York e participou de um jantar beneficente no Metropolitan Museum of Art.

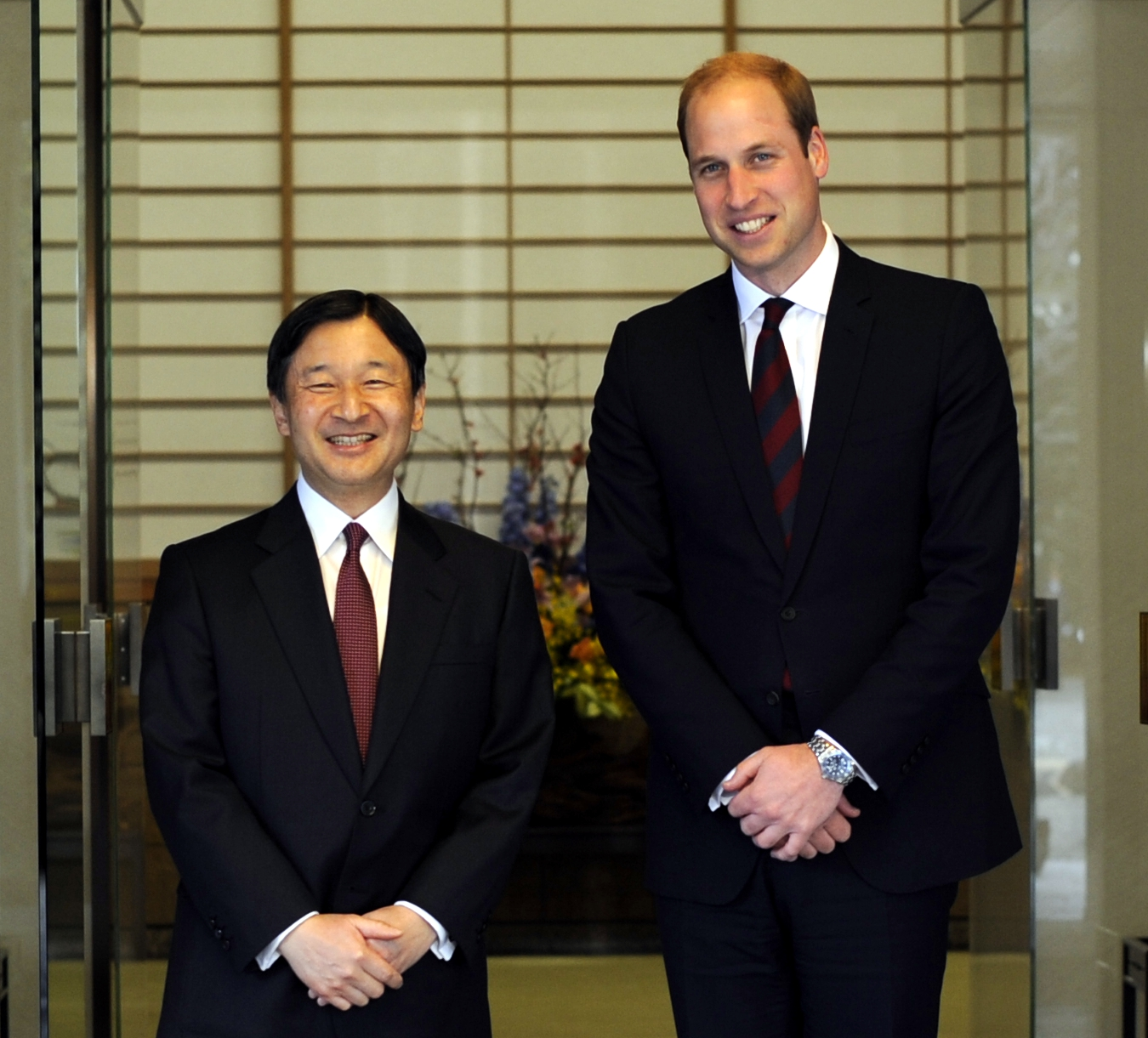
O duque de Cambrigde ao lado do então príncipe herdeiro japonês Naruhito em março de 2015.

Em fevereiro de 2015, o Duque visitou o Japão, encontrando-se com o Imperador Akihito e a Imperatriz Michiko no Palácio Imperial de Tóquio e visitando sobreviventes devastados pelo tsunami de 2011. De 1 a 4 de março, o duque visitou as cidades chinesas de Pequim, Xangai e Yunnan e se reuniu com o presidente Xi Jinping. Foi a primeira visita real à China continental em quase três décadas. Em abril de 2016, Guilherme e sua esposa fizeram uma excursão à Índia e ao Butão. As atividades incluíam visitas a instituições de caridade para crianças, como Childline India, bem como uma visita ao Palácio Lingkana. Mais tarde naquele mês, o casal se encontrou novamente com os Obamas no Palácio de Kensington. Em novembro de 2016, ele visitou o Vietnã, encontrando-se com o primeiro-ministro Nguyen Xuan Phuc e visitando escolas primárias locais. Os países visitados pelo casal em 2017 incluem França, Polônia, Alemanha e Bélgica. Em janeiro de 2018, o casal visitou a Suécia e a Noruega. As visitas, que foram, como outras, solicitadas pelo Ministério das Relações Exteriores, foram interpretadas para beneficiar as relações Reino Unido-Europa após o Brexit. Em junho de 2018, o duque visitou a Jordânia, Israel e Palestina.

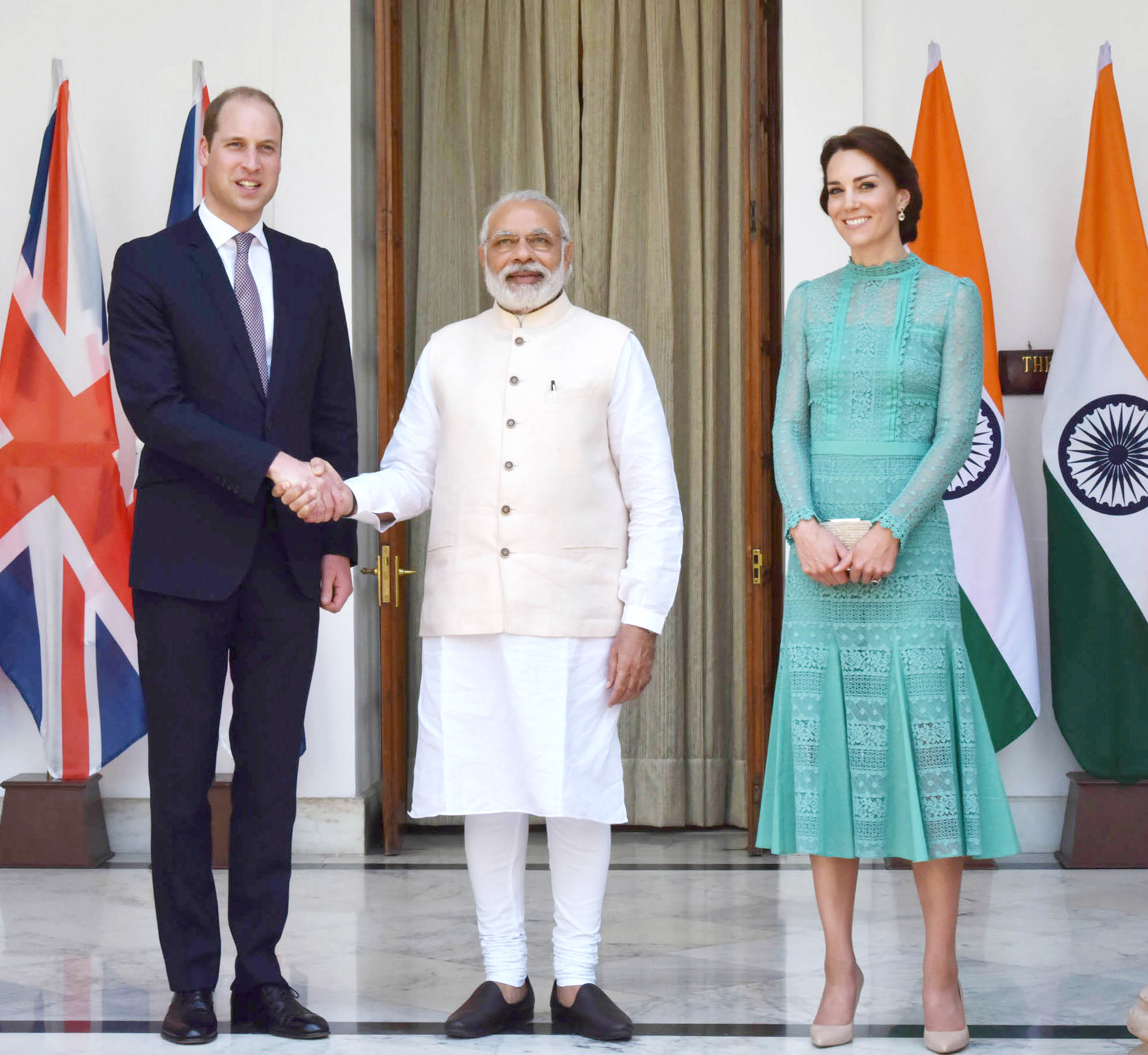
O primeiro-ministro indiano, Shri Narendra Modi, recebe o duque e a duquesa de Cambridge em Nova Deli, em 12 de abril de 2016.

Em fevereiro de 2019, Guilherme e Catherine realizaram uma visita de dois dias à Irlanda do Norte, visitando Belfast, Fermanagh e Ballymena. O duque e a duquesa visitaram o Paquistão em outubro de 2019, que foi a primeira visita da família real ao país em 13 anos. Em dezembro de 2019, Guilherme visitou o Kuwait e Omã, comemorando o 120º aniversário do Acordo Anglo-Kuwaitiano de 1899. Em março de 2020, o casal realizou uma excursão de três dias pela Irlanda, visitando County Meath, Kildare e Galway. Em outubro de 2020, o duque e a duquesa conheceram Volodymyr Zelensky, presidente da Ucrânia, e a primeira-dama Olena Zelenska, no Palácio de Buckingham, o primeiro compromisso real realizado na residência desde o início da pandemia de COVID-19. Em dezembro, o casal embarcou em uma excursão de três dias pela Inglaterra, Escócia e País de Gales no trem real britânico "para homenagear o trabalho inspirador de indivíduos, organizações e iniciativas em todo o país" em 2020. O primeiro-ministro Boris Johnson expressou seu apoio à iniciativa, enquanto o primeira-ministra da Escócia, Nicola Sturgeon, criticou a turnê, citando restrições de viagem; Os governos do Reino Unido, da Escócia e do País de Gales foram consultados antes de planejar a turnê. Na qualidade de Guilherme como Lord High Commissioner da Assembleia Geral da Igreja da Escócia, o casal visitou Edimburgo, Fife e Orkney em maio de 2021. Na Cornualha, em 11 de junho de 2021, Guilherme e Catherine participaram da cúpula do G7 pela primeira vez. Eles também participaram de uma recepção, onde o duque e seu pai discutiram soluções governamentais e corporativas para problemas ambientais.

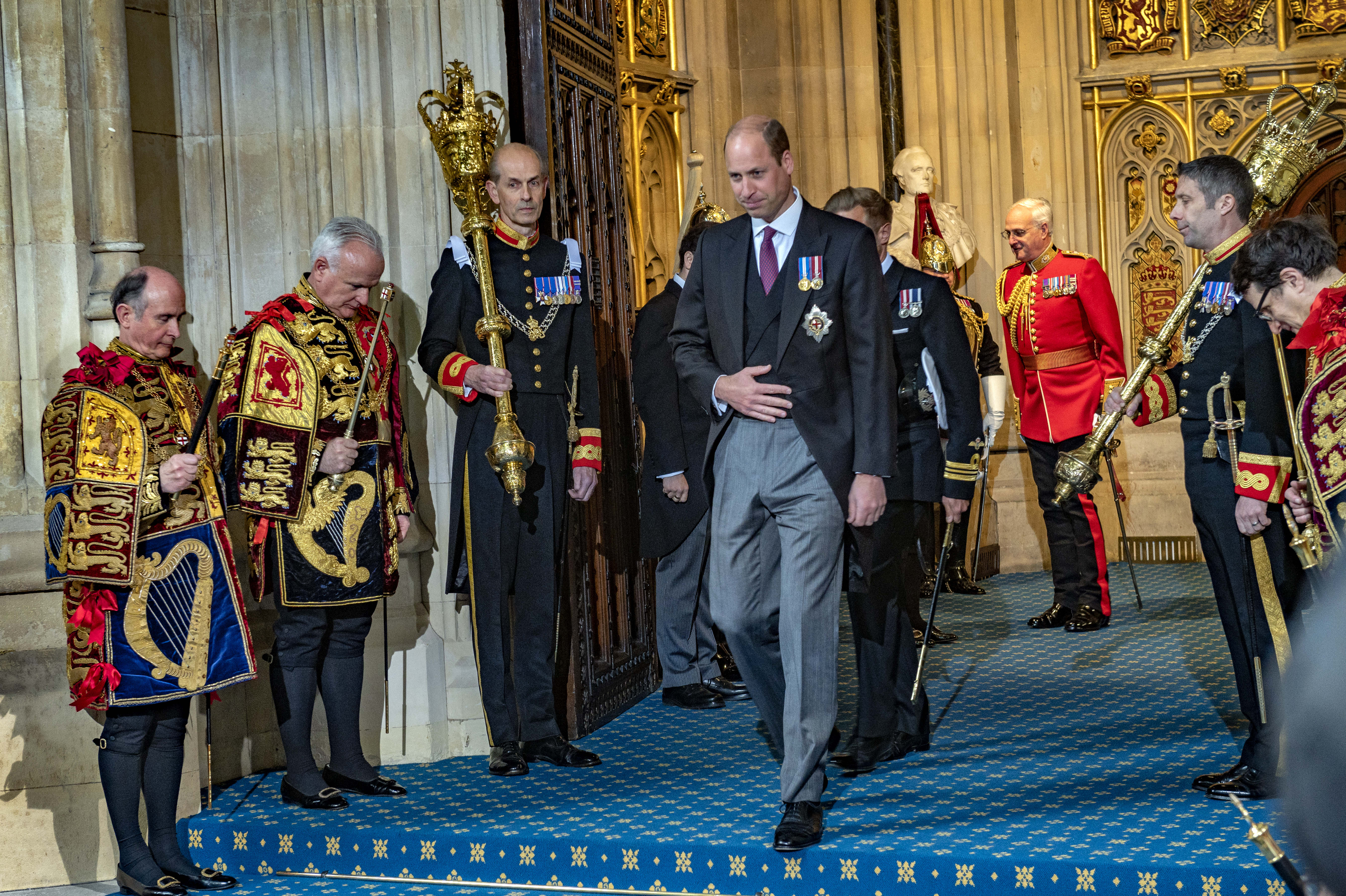
Deixando o Parlamento após o Discurso da Rainha, lido por seu pai, em maio de 2022

Em março de 2022, Guilherme e Catherine embarcaram em uma turnê por Belize, Bahamas e Jamaica como parte das comemorações do Jubileu de Platina da Rainha. Eles enfrentaram críticas de várias figuras políticas e da imprensa, dadas as conexões ancestrais da família real britânica com o colonialismo e o comércio atlântico de escravos. As reparações pela escravidão surgiram como uma das principais demandas dos manifestantes durante a visita do casal. Durante a visita, o primeiro-ministro jamaicano, Andrew Holness, disse ao casal que o país planejava se tornar uma república. Guilherme garantiu que a família real aceitaria a decisão de cada país com "orgulho e respeito". Durante a inauguração do Monumento Nacional Windrush em Londres, Guilherme descreveu a turnê pelo Caribe como "uma oportunidade para refletir" sobre "as diferentes questões que mais importam para o povo da região" e, referindo-se ao escândalo Windrush, condenou o racismo enfrentados por membros da geração Windrush e discriminação contra minorias em 2022. Em maio de 2022, Guilherme compareceu à Abertura Estadual do Parlamento pela primeira vez como conselheiro de estado, onde seu pai, o então Príncipe de Gales, fez o Discurso da Rainha em nome da avó de Guilherme.

### Príncipe de Gales

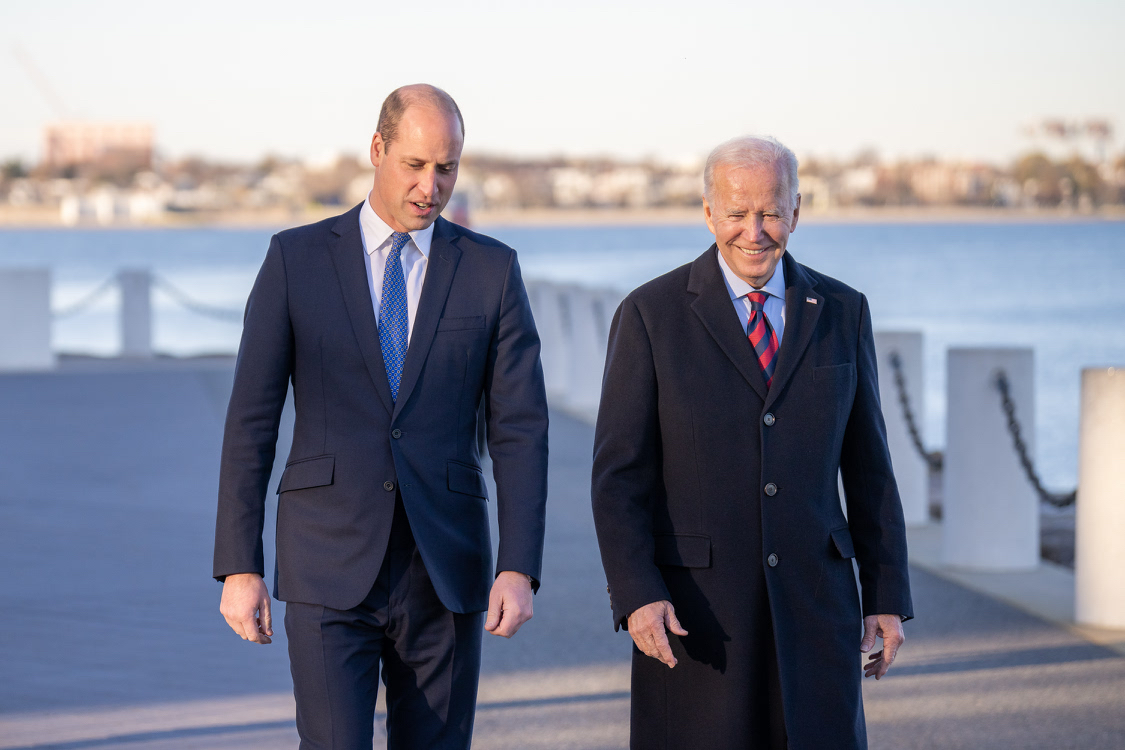
O príncipe com o presidente dos EUA Joe Biden em Boston, dezembro de 2022

Após a morte da rainha Isabel II no dia 8 de setembro de 2022, Guilherme foi nomeado como Príncipe de Gales por seu pai em 9 de setembro de 2022. A controvérsia sobre o título tornou-se um tópico de debate público no País de Gales. Em 10 de setembro de 2022, Guilherme compareceu ao Conselho de Proclamação de Carlos III e serviu como testemunha junto com sua madrasta Camila. Em 17 de setembro, uma petição pedindo o fim do título recebeu mais de 30.000 assinaturas, enquanto uma pesquisa do YouGov mostrou 66% de apoio para que o príncipe Guilherme recebesse o título, em comparação com 22% contra. O Palácio de Kensington também afirmou que uma investidura "não estava nos planos". Como filho mais velho do monarca britânico, Guilherme herdou também o Ducado da Cornualha, o que lhe traz uma renda adicional. O ducado é "uma entidade de £ 760 milhões (cerca de US$ 1,25 bilhão) estabelecida em 1337" para fornecer uma renda privada ao filho mais velho do monarca.
Em 27 de setembro de 2022, Guilherme e Catarina visitaram Anglesey e Swansea, o que marcou sua primeira visita ao País de Gales desde que se tornaram Príncipe e Princesa de Gales. Ele visitou o Senedd em novembro de 2022, encontrando-se com o primeiro ministro galês Mark Drakeford. No mesmo mês, ele e Catherine deram as boas-vindas ao presidente sul-africano Cyril Ramaphosa e participaram de um jantar de estado em homenagem à sua visita. Em 9 de fevereiro de 2023, ele e a esposa visitaram Falmouth, marcando sua primeira visita à região desde que se tornaram duque e duquesa da Cornualha.
Em março de 2023, Guilherme fez uma visita solo à Polônia durante a qual visitou Rzeszów para se encontrar com tropas polonesas e britânicas e refugiados ucranianos, e conversou com o presidente polonês Andrzej Duda no Palácio Presidencial em Varsóvia.

## Interesses sociais

### Patrocínios humanitários e ambientais
Guilherme tomou conhecimento do HIV/AIDS em meados da década de 1990, quando acompanhou sua mãe e seu irmão em visitas a abrigos e clínicas para pacientes. Em janeiro de 2005, Guilherme e seu irmão se ofereceram como voluntários em um centro de distribuição de ajuda da Cruz Vermelha Britânica para embalar suprimentos de emergência para países afetados pelo tsunami do Boxing Day de 2004. Em setembro daquele ano, Guilherme concedeu seu patrocínio ao Centrepoint, uma instituição de caridade que ajuda os sem-teto. Em dezembro de 2009, ele, como parte de um evento organizado pelo Centrepoint, passou a noite com saco de dormir perto da Ponte Blackfriars para aumentar a conscientização sobre as experiências dos jovens sem-teto. Ele abriu suas novas instalações, Apprenticeship House, em novembro de 2019 para marcar o aniversário de 50 anos do lugar. Em 2005, Guilherme trabalhou na unidade infantil do Royal Marsden Hospital, antigo patronato de sua mãe, por dois dias de experiência de trabalho; ele também auxiliou nos departamentos de pesquisa médica, alimentação e arrecadação de fundos. Em maio daquele ano, ele passou duas semanas no Norte do País de Gales com o Mountain Rescue England and Wales. Em maio de 2007, Guilherme tornou-se patrono de ambas as organizações. Em outubro de 2020, ele lançou a pedra fundamental do Oak Cancer Center do hospital, 30 anos depois que sua mãe fez o mesmo por sua Chelsea Wing em 1990.
O príncipe Guilherme tornou-se patrono do Tusk Trust em dezembro de 2005, uma instituição de caridade que trabalha para conservar a vida selvagem e iniciar o desenvolvimento comunitário, incluindo o fornecimento de educação, em toda a África. Ele se associou à organização depois de testemunhar seu trabalho em primeira mão na África. Afirmando que "iniciativas rurais africanas que promovem a educação, a responsabilidade e a participação na comunidade local iluminam o caminho para a conservação", ele cumpriu seu primeiro dever oficial com a confiança de lançar um passeio de bicicleta de 5 000 milhas (8 000 km) o continente africano em 2008. Mais tarde, Guilherme ajudou a lançar o Tusk Conservation Awards, que tem sido apresentado a ativistas ambientais selecionados anualmente desde 2013. Guilherme ocasionalmente comentou sobre os efeitos da superpopulação na vida selvagem da África, mas suas observações foram criticadas por não levar em consideração o consumo de recursos e a densidade populacional, que afetam a vida selvagem em países ricos e desenvolvidos.

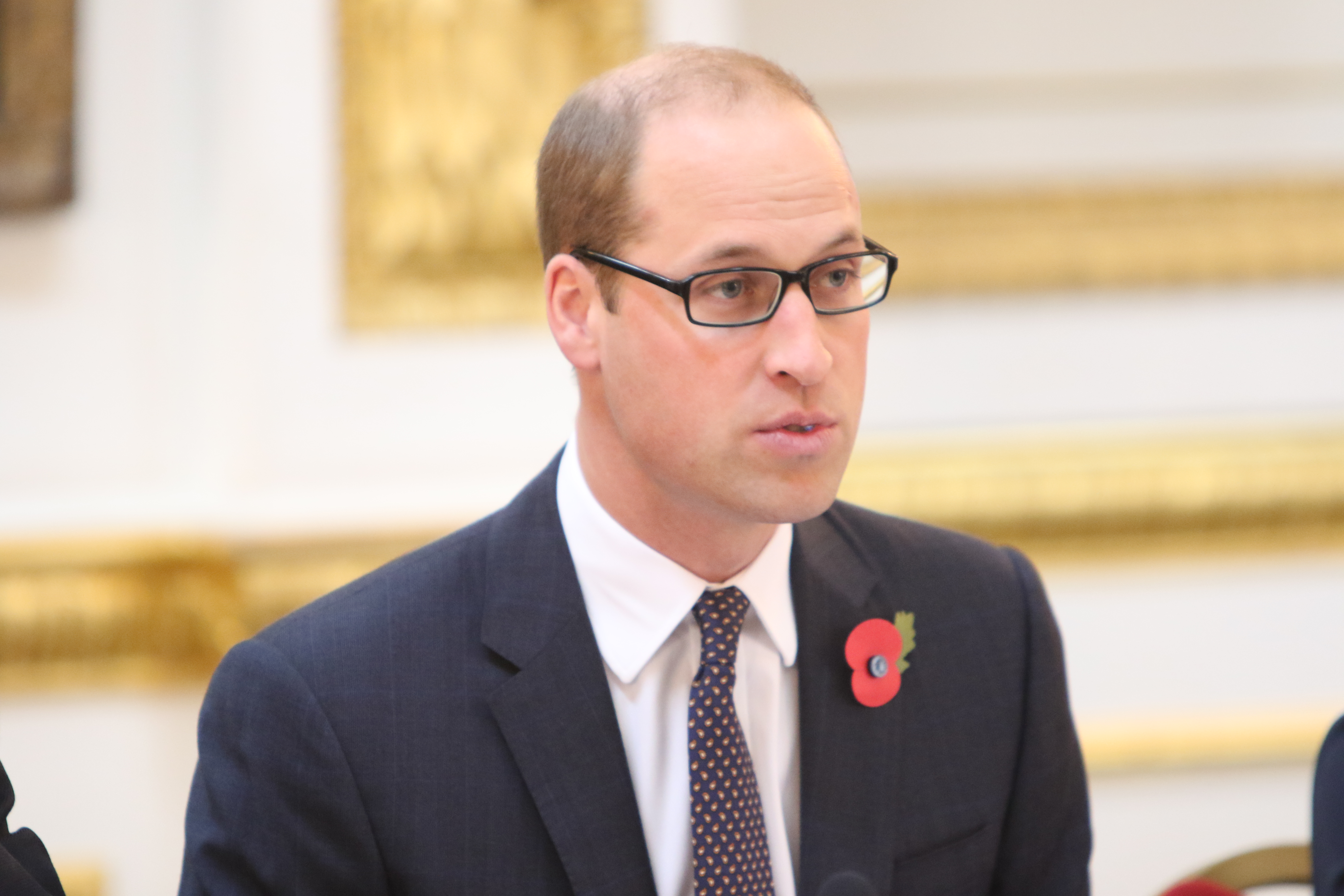
Príncipe Guilherme em uma reunião do United for Wildlife Taskforce no Palácio de Buckingham em 2017.

Ele se manifestou pelos direitos LGBT como parte de seu trabalho contra o cyberbullying, afirmando a importância de estar "orgulhoso da pessoa que você é" e discutindo os efeitos do abuso e discriminação online. Em 2016, ele apareceu na edição de julho da Attitude e se tornou o primeiro membro da família real a aparecer na capa de uma revista gay. Ele foi reconhecido no British LGBT Awards em maio de 2017. Em 2019, durante uma visita à sede da organização LGBT "Albert Kennedy Trust" (AKT), dedicada a ajudar jovens que ficaram "sem-teto" devido à sua orientação sexual, Guilherme declarou que não teria problema se seus filhos fossem gays, mas que se preocuparia apenas com pressão social poderiam sofrer, devido ao seus papéis na monarquia. Em 2016, a Royal Foundation lançou várias iniciativas de saúde mental, incluindo Heads Together, uma campanha liderada por ele e sua esposa e pelo príncipe Henrique para desestigmatizar a saúde mental. Os programas legados incluem o Heads Up, lançado em maio de 2019 em parceria com a Football Association, utilizando o futebol para afetar a conversa em torno da saúde mental em adultos.
Em março de 2020, Guilherme apareceu em um vídeo para o National Emergencies Trust, lançando um apelo de arrecadação de fundos para ajudar instituições de caridade durante a pandemia. O apelo levantou £ 11 milhões em sua primeira semana, totalizando £ 90 milhões, com o dinheiro indo para "caridades da linha de frente" e para as Fundações Comunitárias do Reino Unido para ser distribuído entre "fundações comunitárias locais". Em maio de 2020, a mensagem de rádio gravada por ele e sua esposa para a Semana de Conscientização da Saúde Mental foi transmitida em todas as estações do Reino Unido. Em maio e junho de 2020, o casal, ao lado de seus filhos, entregou pacotes de alimentos feitos na Sandringham Estate para aposentados isolados locais durante a pandemia de COVID-19. Em fevereiro de 2021, Guilherme visitou um centro de vacinação em King's Lynn e mais tarde incentivou o uso da vacina, denunciando informações falsas que poderiam causar hesitação na vacina. Em maio de 2021, ele recebeu sua primeira dose da vacina COVID-19 pela equipe do NHS no Science Museum em Londres. Em setembro de 2021, foi relatado que Guilherme havia ajudado um oficial afegão formado pela Real Academia Militar de Sandhurst e assistente das tropas britânicas a ser evacuado do aeroporto de Cabul junto com mais de 10 membros de sua família em meio ao Talibã de 2021.

### Esportes

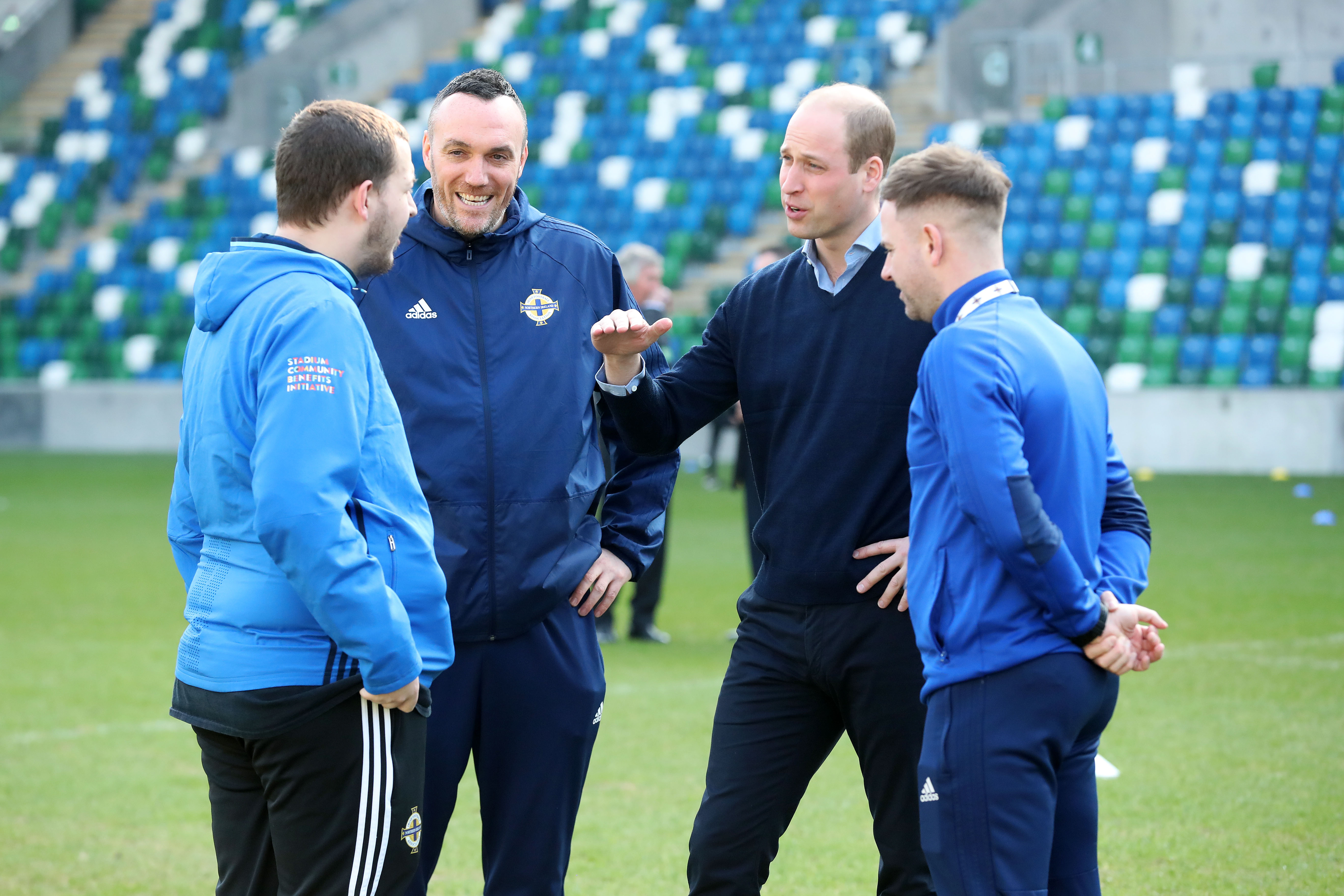
Príncipe Guilherme visite o Estádio Nacional de Belfast, sede da Associação Irlandesa de Futebol, em 2019.

Guilherme frequentemente joga polo para arrecadar dinheiro para caridade. Ele é um fã de futebol e apoia o clube inglês Aston Villa. Ele se tornou presidente da Associação de Futebol da Inglaterra em maio de 2006 e patrono vice-real da Welsh Rugby Union (WRU) em fevereiro de 2007, apoiando a rainha como patrona. No mesmo ano, a decisão da WRU de nomear uma nova copa para jogos de teste entre o País de Gales e a África do Sul a Copa do Príncipe Guilherme causou polêmica; alguns acreditavam que teria sido mais apropriado nomeá-lo em homenagem a Ray Gravell. Em dezembro de 2010, Guilherme e o primeiro-ministro David Cameron participaram de uma reunião com o vice-presidente da FIFA, Chung Mong-joon, na qual Chung sugeriu um acordo de troca de votos pelo direito de sediar a Copa do Mundo de 2018 na Inglaterra. A delegação inglesa relatou a sugestão ao investigador de ética da FIFA porque considerava a troca de votos uma violação das regras anticonluio. Em 2011, Guilherme, como presidente da federação inglesa, votou contra a candidatura da Austrália à FIFA em 2022 e, em vez disso, votou na Coreia do Sul; apesar de ser o futuro herdeiro do país. Em 2020, novamente como presidente da Federação Inglesa, ele votou contra a candidatura conjunta Austrália-Nova Zelândia à Copa do Mundo de Futebol Feminino de 2023 e, em vez disso, votou na Colômbia.
Em fevereiro de 2021, após uma investigação sobre racismo dirigida a Marcus Rashford, ele divulgou um comunicado como presidente da FA, denunciando o "abuso racista... " e afirmando que "todos temos a responsabilidade" de criar um ambiente de tolerância e responsabilidade. Em abril de 2021, Guilherme criticou a competição separatista planejada The Super League, acrescentando que ele "compartilha as preocupações dos fãs sobre a proposta da Super League e os danos que ela corre o risco de causar ao jogo que amamos", ele condenou os ataques racistas contra jogadores de futebol da Inglaterra após a derrota na final da Euro 2020 da UEFA.

## Títulos e honras
- 21 de junho de 1982 — 29 de abril de 2011: "Sua Alteza Real, o Príncipe Guilherme de Gales"
- 29 de abril de 2011 — 8 de setembro de 2022: "Sua Alteza Real, o Duque de Cambridge"
  - Na Escócia: "Sua Alteza Real, o Conde de Strathearn" [209][210][211]
  - Na Irlanda do Norte: "Sua Alteza Real, o Barão Carrickfergus" [212][213]
- 8 de setembro de 2022 — 9 de setembro de 2022: "Sua Alteza Real, o Duque da Cornualha e Cambridge"[214]
  - Na Escócia: "Sua Alteza Real, o Duque de Rothesay"
- 9 de setembro de 2022 — presente: "Sua Alteza Real, o Príncipe de Gales" [215]

O seu estilo completo é: "Sua Alteza Real, o príncipe Guilherme Artur Filipe Luís, Príncipe de Gales, Príncipe da Escócia, Duque da Cornualha, Duque de Rothesay, Duque de Cambridge, Conde de Strathearn, Conde de Chester, Conde de Carrick, Barão de Renfrew, Barão Carrickfergus, Lorde das Ilhas, Real Cavaleiro da Companhia Mais Nobre da Ordem da Jarreteira, Cavaleiro Extra da Mais Antiga e Mais Nobre Ordem do Cardo-selvagem e Membro do Mais Honorável Conselho Privado de Sua Majestade". 
Após a ascensão de seu pai ao trono em 8 de setembro de 2022, Guilherme, como filho mais velho do Soberano e herdeiro aparente, recebeu automaticamente os títulos adicionais de Duque da Cornualha, Duque de Rothesay, Conde de Carrick, Barão de Renfrew, Lorde das Ilhas, e Príncipe e Grande Regente da Escócia. Em 9 de setembro de 2022, o rei anunciou a nomeação de Guilherme como Príncipe de Gales e Conde de Chester.

## Brasões de armas
| Brasão como Duque da Cornualha | Brasão como Duque de Rothesay |

### 2000-2022
Em seu aniversário de 18 anos, o príncipe Guilherme foi agraciado pela sua avó Isabel II com um brasão pessoal. As armas são as mesmas do soberano, apenas eriçadas para diferenciá-las, neste caso com um lambel com três brincos de prata .
O lambel contém em seu centro uma concha que aparece nos brasões dos Spencer e faz alusão à sua mãe Diana Spencer.
| Brasão de Guilherme de Gales (2000-2008) | Brasão de Guilherme de Gales KG (2008-2011) | Brasão de Guilherme como Duque de Cambridge, exceto Escócia (2011-2022) | Brasão de Guilherme como Conde de Strathearn na Escócia (2011-2022) |

### Estandartes
As bandeiras usadas variam dependendo de onde ele está. Seu estandarte pessoal era o Estandarte Real do Reino Unido diferenciado com uma etiqueta de prata de três pés, e no centro o brasão do Principado de Gales. É usado fora do País de Gales, Escócia, Cornualha e Canadá, onde tem uma bandeira diferente, e em todo o Reino Unido quando atua como um título oficial associado às Forças Armadas Britânicas.

Estandarte real como Príncipe de Gales
Estandarte real como Duque da Cornualha
Estandarte para uso pessoal como Príncipe de Gales
Estandarte para uso pessoal como Duque de Rothesay
Estandarte real como Príncipe de Gales para uso no Canadá

## Patentes militares

### Exército Britânico
- 8 de janeiro de 2006: Cadete;[219]
- 16 de dezembro de 2006: Segundo-Tenente no Blues and Royals (comissão de serviço curta);[220]
- 16 de dezembro de 2006: Tenente no Blues and Royals;[220]
- 16 de dezembro de 2009: Capitão no Blues and Royals (e transferido para uma comissão regular completa);[221]
- 1 de janeiro de 2016: Major do Exército Britânico;[222]
- 11 de agosto de 2023 - presente: Tenente-Coronel do Exército Britânico;[223]

### Marinha Britânica
- 1 de janeiro de 2008: Subtenente, Marinha Real Britânica;[224]
- 1 de janeiro de 2009: Tenente, Marinha Real Britânica;[225]
- 1 de janeiro de 2016: Tenente-Comandante (major), Marinha Real Britânica;[225]
- 11 de agosto de 2023 - presente: Comandante (tenente-coronel), Marinha Real Britânica;[223]

### Força Aérea Britânica
- 1 de janeiro de 2008: Oficial de voo (Segundo-Tenente), Força Aérea Real;[226]
- 1 de janeiro de 2009: Tenente de voo (Tenente), Força Aérea Real;[227]
- 1 de janeiro de 2016: Líder de esquadrão (capitão), Força Aérea Real;[228][229]
- 11 de agosto de 2023 - presente: Comandante de ala (tenente-coronel), Força Aérea Real;[223]

### Honras
Nomeações e Medalhas
- 23 de abril de 2008: Cavaleiro Companheiro Real da Mais Nobre Ordem da Jarreteira (KG)[230]
- 25 de maio de 2012: Cavaleiro Extra da Mais Antiga e Mais Nobre Ordem do Cardo-selvagem (KT)[231][232][233]
- 6 de fevereiro de 2002: Medalha do Jubileu de Ouro da Rainha Isabel II[234]
- 6 de fevereiro de 2012:  Medalha do Jubileu de Diamante da Rainha Isabel II[234][235]
- 6 de fevereiro de 2022: Medalha do Jubileu de Platina da Rainha Isabel II[234]
- 30 de outubro de 2017: Ordem de Mérito de Tuvalu[236]

#### Nomeações militares honorárias
Reino Unido
- Desde 8 de agosto de 2006: Comandante-em-chefe do Serviço da HMNB Clyde;
- Desde 8 de agosto de 2006: Comandante-em-chefe da Escócia;[237]
- Desde 3 de outubro de 2008 - 11 de agosto de 2023: Comandante Aéreo Honorário da RAF Coningsby;[238]
- 11 de agosto de 2023: Comandante Aéreo Honorário da RAF Valley;[239]
- Desde 10 de fevereiro de 2011 - 21 de dezembro de  2022: Coronel da Guarda Irlandesa;[240][241]
- Desde 21 de dezembro de 2022: Coronel da Guarda Gaulesa;[239]
- Desde 11 de agosto de 2023: Coronel-em-chefe do Regimento Mércio;[239]
- Desde 11 de agosto de 2023: Coronel-em-chefe do Corpo Aéreo do Exército;[239]

### Compromissos
- Desde 6 de julho de 2009: Bencher Honorário da Honorável Sociedade do Templo Médio;[242]
- Desde 23 de junho de 2010: Royal Fellow da Royal Society (FRS);[243]
- 17 de março de 2013: Auxiliar de campo pessoal de Sua Majestade, a Rainha (ADC);[244]
- 9 de junho de 2016: Membro do Honorável Conselho Privado de Sua Majestade (PC);[245]
- Desde 1 de março de 2017: Royal Honorary Fellow da Royal Society of Edinburgh (HonFRSE);[246]
- Desde 17 de janeiro de 2018: Membro Honorário da Royal Society of Medicine (FRSM);[247]
- 25 de janeiro de 2020: Senhor Alto Comissário da Assembleia Geral da Igreja da Escócia;[248]

## Descendência
| Imagem | Nome             | Nascimento          |
| ------ | ---------------- | ------------------- |
|        | Jorge de Gales   | 22 de julho de 2013 |
|        | Carlota de Gales | 2 de maio de 2015   |
|        | Luís de Gales    | 23 de abril de 2018 |